# Mankalale, Sagar
Mankalale là một làng thuộc tehsil Sagar, huyện Shimoga, bang Karnataka, Ấn Độ.